# Beurnevésin
Beurnevésin (toponimo francese; in tedesco Brischwiler, desueto) è una frazione di 3 492 abitanti del comune svizzero di Basse-Vendline, nel Canton Giura (distretto di Porrentruy).
Già comune autonomo, il 1º gennaio 2025 è stato accorpato al comune soppresso di Bonfol per formare il nuovo comune di Basse-Vendline.

## Monumenti e luoghi d'interesse

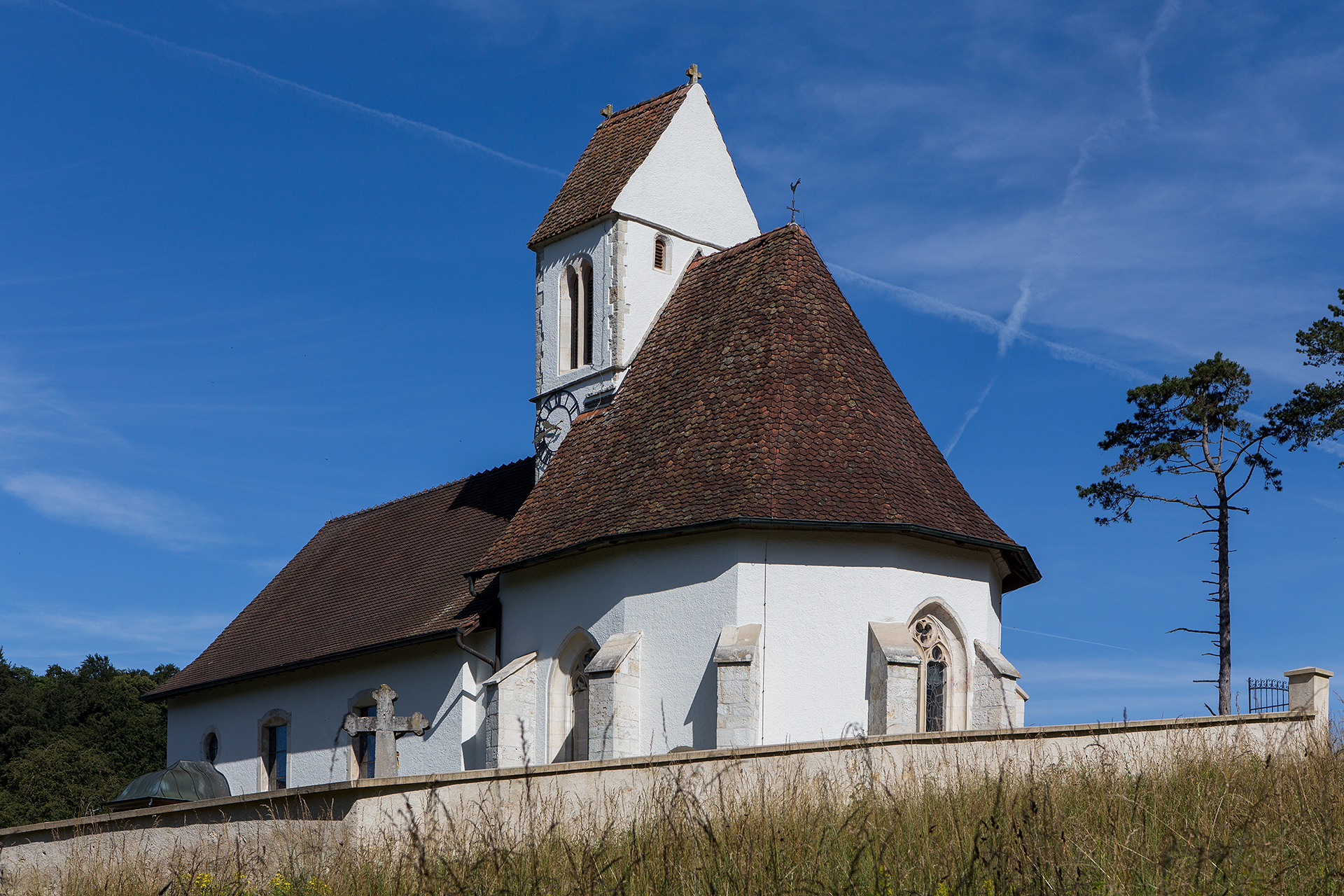
La chiesa di San Giacomo

- Chiesa cattolica di San Giacomo, eretta nel XV-XVI secolo e ricostruita nel 1829[1].

## Società

### Evoluzione demografica
L'evoluzione demografica è riportata nella seguente tabella:
Abitanti censiti

## Amministrazione
Dal 1836 comune politico e comune patriziale sono uniti nella forma del commune mixte.